# Frank O'Hara
Francis Russell « Frank » O'Hara est un poète américain né le 27 mars 1926 à Baltimore (Maryland) et mort le 25 juillet 1966 à Fire Island dans le comté de Suffolk. Avec  John Ashbery, Barbara Guest, Kenneth Koch, et James Schuyler, il est un des fondateurs de la New York School, , ,.

## Biographie
Frank O'Hara, né Francis Russell O'Hara, est le fils de Russell Joseph O'Hara et de Katherine Broderick, issus d'immigrés irlandais catholiques pratiquants. Après sa naissance, la famille quitte Baltimore pour reprendre l'exploitation d'une ferme familiale à Grafton (Massachusetts). 
Après avoir fini ses études secondaires en 1941, Frank O'Hara entre en classe de piano au Conservatoire de musique de la Nouvelle-Angleterre de Boston. En 1944 il est appelé pour servir dans l'US-Navy comme opérateur de sonar à bord d'un destroyer. Une fois démobilisé en 1946, il entre à Harvard où il obtiendra son Bachelor of Arts en 1950. À Harvard , il découvre Arthur Rimbaud, Stéphane Mallarmé, Boris Pasternak, Vladimir Maïakovski, etc. Cette découverte de la poésie le détourne de la musique. Il poursuivra ses études universitaires en s'inscrivant à l'Université du Michigan où il soutiendra avec succès son Master of Arts en 1951.
En 1952, il emménage à New York pour rejoindre son ami John Ashbery et vivre pleinement son homosexualité. Il va travailler comme guichetier au Museum of Modern Art. ce travail lui permet de rencontrer des peintres comme Willem de Kooning, Franz Kline, Jackson Pollock, Larry Rivers, etc. Rencontres qui l'encourageront à rédiger des articles sur la peinture. Il commence à donner des conférences sur l'art et la poésie.
Peu à peu il se fait connaître aussi bien comme poète que comme commissaire d'expositions au Museum of Modern Art. 
La poésie de Frank O'Hara est inspirée par la vie urbaine, sa vie trépidante, ses lumières, la diversité des quartiers, etc.
Frank O'Hara s'éteint le 25 juillet 1966 des suites d'un accident de circulation, il repose au  Green River Cemetery d'East Hampton, dans l'état de New York.
Les manuscrits de Frank O'Hara sont déposés aux Archives littéraires de Université du Connecticut.
L'université de Scranton a créé une bourse Frank O'Hara

## Œuvres

### Recueils de poésie
- Frank O'Hara: Poems from the Tibor De Nagy Editions, 1952-1956, éd. Tibor de Nagy Editions, 2006,
- Why I Am Not a Painter and Other Poems, éd. Carcanet Press, 2003,
- Poems Retrieved, éd. City Lights Publishers, 1977
- Selected Poems, éd. Vintage, 1974,
- The Collected Poems of Frank O'Hara, éd. University of California Press, 1971,
- In Memory of My Feelings, éd.  Museum of Modern Art, 1967,
- Love Poems, éd. Tibor de Nagy Editions, 1965,
- Lunch Poems, éd. City Lights, 1964[12],
- Second Avenue, éd. Totem Press, 1960,
- Meditations in an Emergency, éd.  Grove Press, 1957,
- A City Winter and Other Poems, éd. Tibor de Nagy Gallery, 1951

### Théâtre
- Amorous Nightmares of Delay, éd. Johns Hopkins University Press, 1997,
- Selected Plays, éd. Full Court Press, 1978,

### Chroniques, essais et autres écrits
- David Smith: Works, Writings and Interview, co-écrit avec Sarah Hamill, éd. Ediciones Poligrafa S.A., 2011,
- What's With Modern Art?, éd. Mike & Dale's Press, 1999,
- Standing Still and Walking in New York, éd.  Grey Fox Press, 1981,
- Early Writing, éd.  Grey Fox Press, 1977,
- Art Chronicles, 1954-1966, éd.  George Braziller, 1975,
- Poets of the New York School, co-écrit avec John Ashbery, éd.  Gotham Book Mart & Gallery, 1969,
- Jackson Pollock, éd. George Braziller, 1959.

### Traductions
- The Complete Poems of Jean Genet, éd. Treasures of the Night, 1981

### Livres de Frank O'Hara traduits en français
- Méditations dans l'urgence, traduit par Ron Padgett et Olivier Brossard, éd. Joca Seria, 2011,
- Poèmes déjeuner, traduit par Ron Padgett et Olivier Brossard, éd. Joca Seria, 2010.